# Келасурська стіна

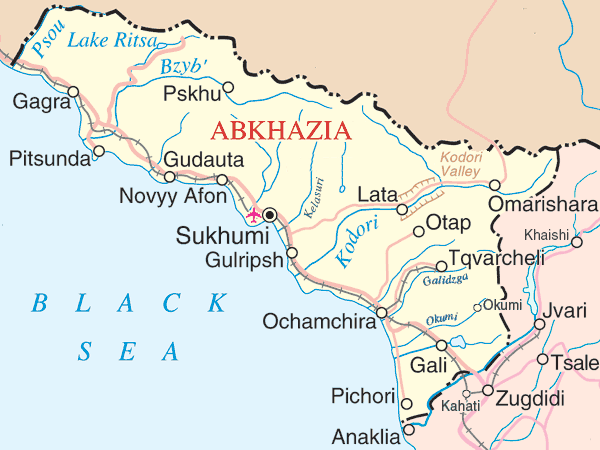
Стіна починається поблизу Келасурі і закінчується на правому березі Інгурі

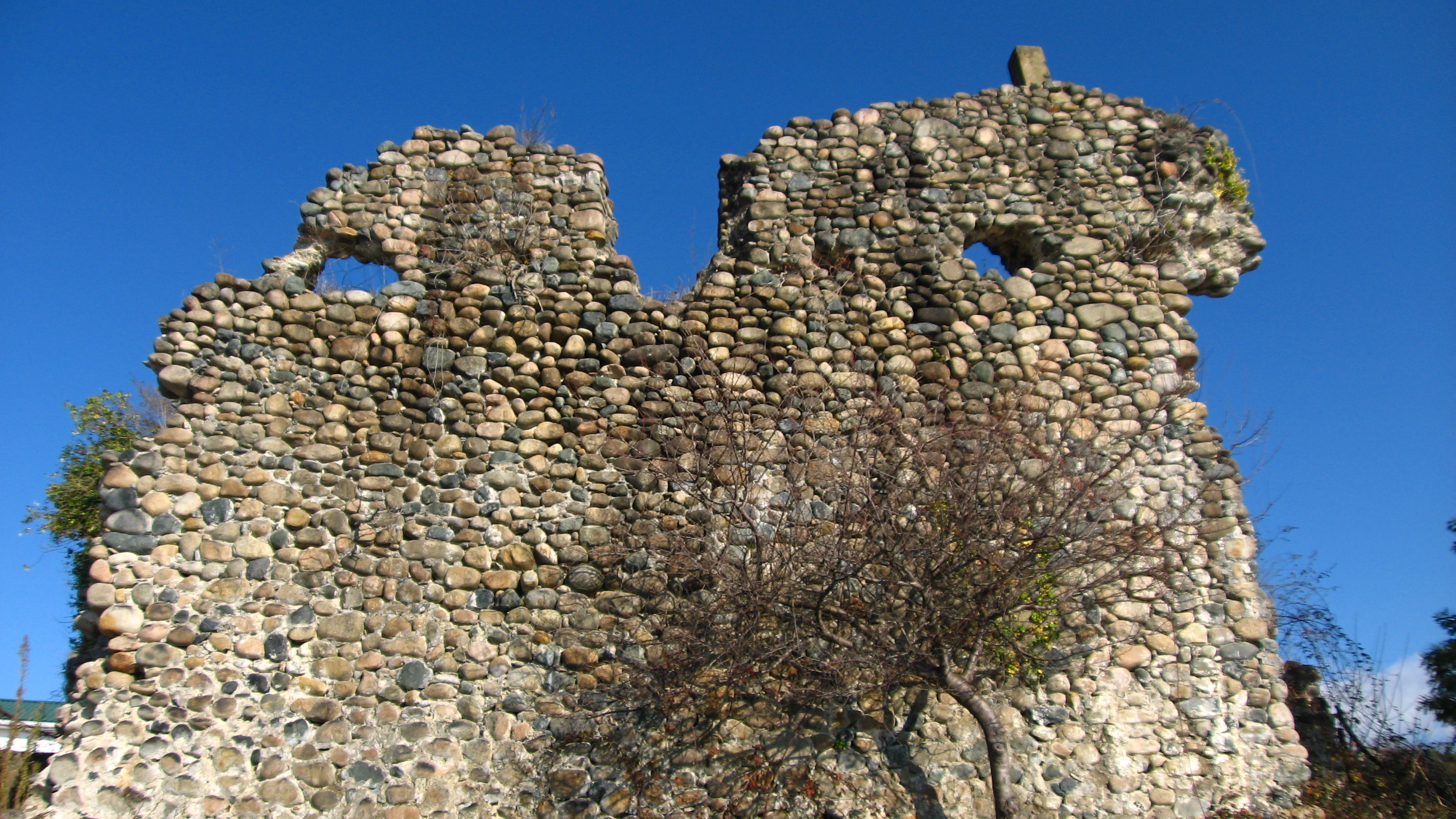
Руїни однієї з башт Келасурської стіни

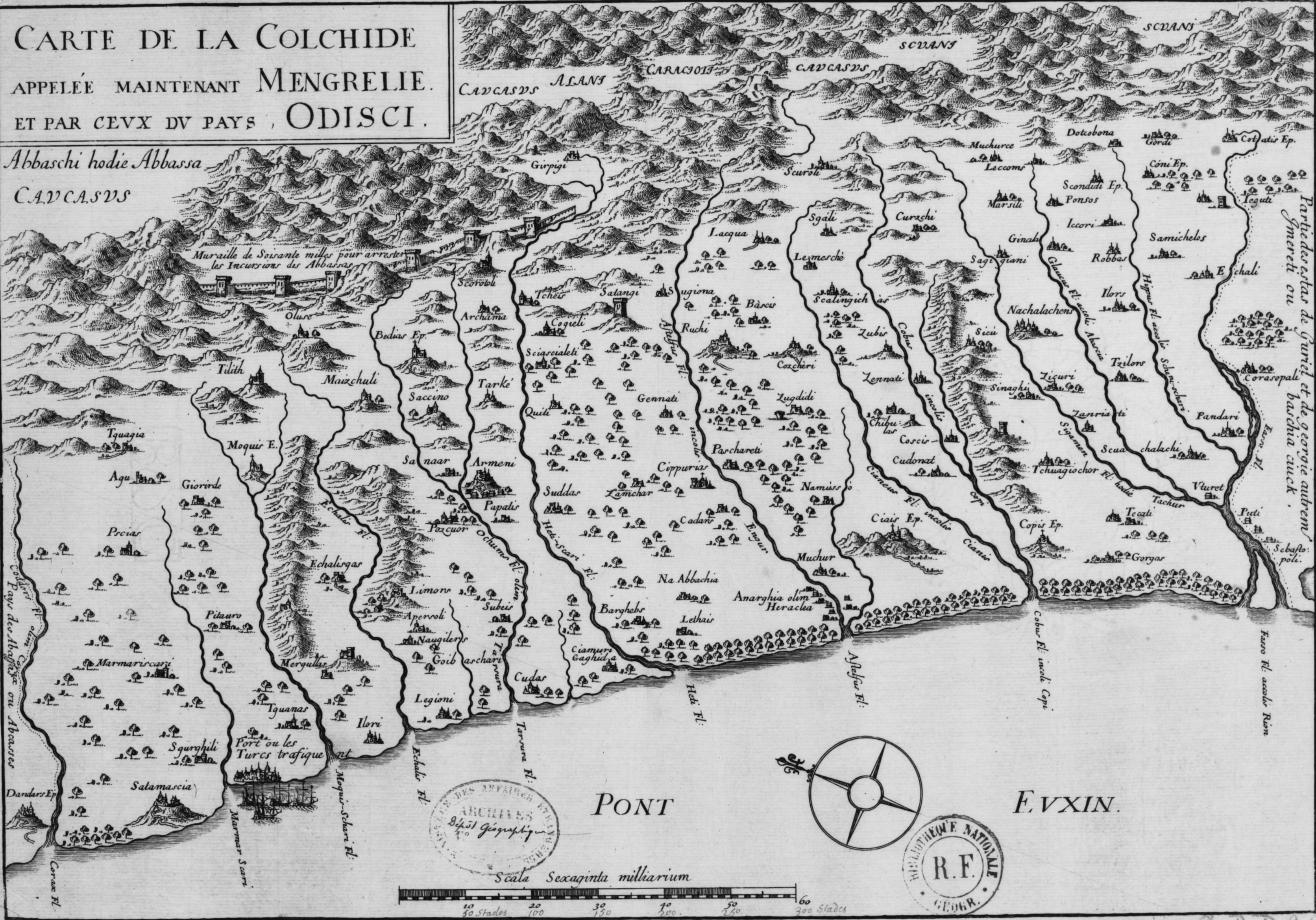
Карта Мегрелії (Колхіди) Мелхіседека Тевенота. Біля стіни напис французькою «Стіна, побудована для захисту від набігів абхазів»

Келасурська стіна (абх. Кьалашәир агәар; груз. კელასურის კედელი) — оборонна споруда, побудована в 1591–1611 роках, за царювання володаря Мегрелії  Левана II Дадіані (груз. ლევან II დადიანი) з метою захисту мегрельського князівства (Одіші) від набігів абхазьких племен.

## Історія
Причини спорудження Келасурської стіни виникли в XVII столітті, після того, як абхазькі правителі, скориставшись обмеженим становищем мегрельського князівства, спробували відокремитися від нього. Леван II Дадіані одружився з дочкою можновладного князя Абхазії Путо Шервашидзе, проте через деякий час розлюбив її, і в 1621 р., вирішив одружитися з Нестан-Дареджан Чіладзе. Для того, щоб одружитися з Нестан-Дареджан, Леван звинуватив свою першу дружину в невірності, звелів відрізати їй ніс і вуха і вигнав зі свого палацу.
Для недопущення помсти з боку родичів першої дружини, Леван на чолі численного війська вторгся в межі Абхазії. Мстячись Левану, князі Абхазії Шервашидзе нападали на різні райони мегрельського князівства, змушуючи Левана здійснювати каральні експедиції до Абхазії. Про похід 1651 р. повідомляє  Ілорський напис: «Коли ми виступили проти Шервашидзе в Зупу (Лихни), за всю сторону річки Муцу спустошили все, ще раз напали па Зупу, за цю сторону Капоеті (Бзиб) зовсім випалили все і розорили, і де тільки були укріплення, взяли і знищили. На річці Капоеті напали на нас Зупуар і Сіхуар Маршанія, яких ми перемогли. Одних ми винищили, інших взяли в полон і повернулися переможцями». Військові дії припинилися в 1657 р., після смерті Левана.
Наприкінці правління Леван став приділяти більше уваги обороні своїх володінь. Згідно з грузинським істориком і географом — царевичем Вахушті Багратіоні (груз. ვახუშტი) в середині XVIII століття: «На схід від Анакопії від моря до гори Леван Дадіані провів стіну більшу, щоб абхази не могли спуститися (в Одіші), але нині вона занедбана».

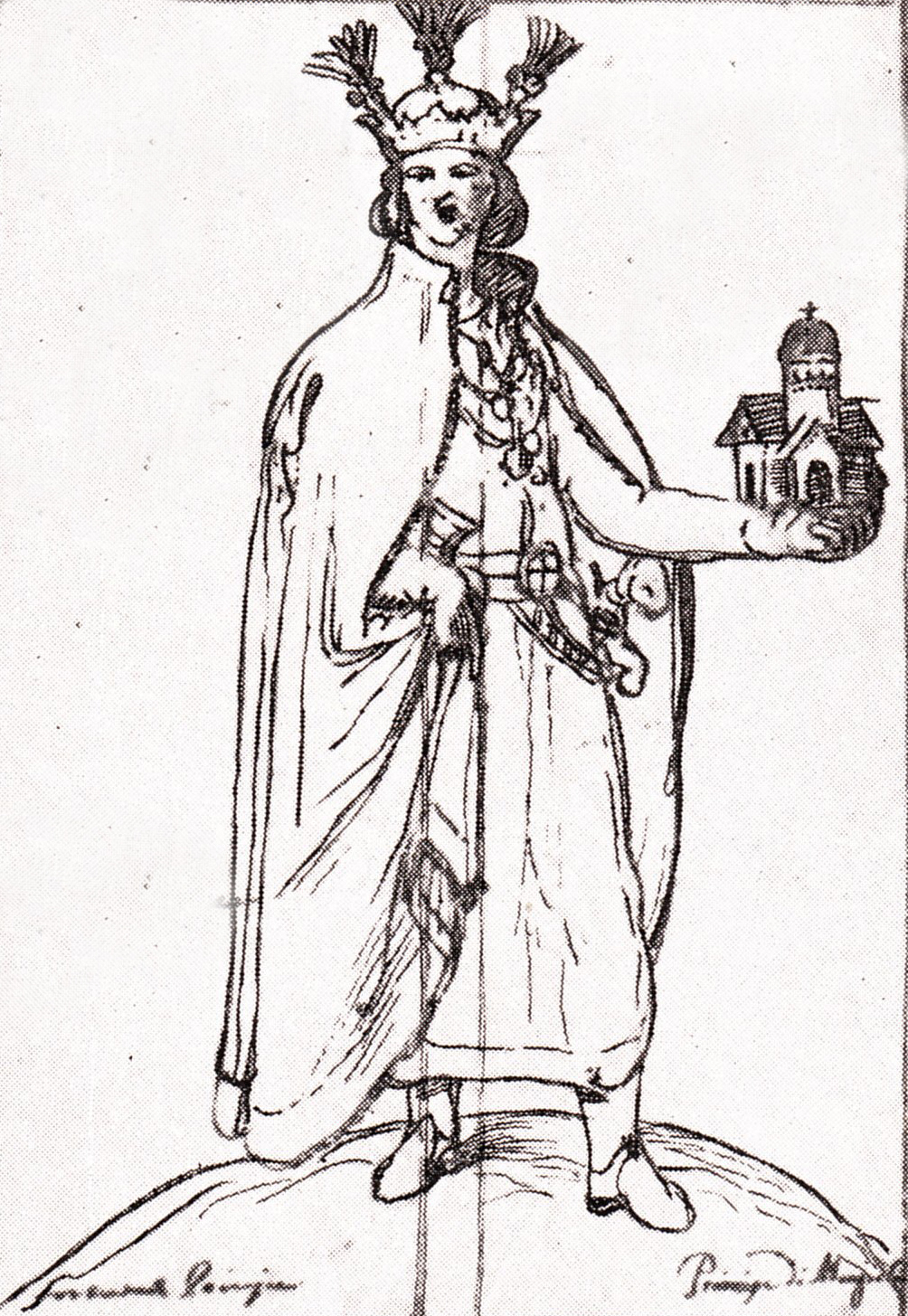
Володар князь Мегрелії Леван II Дадіані (ლევან II დადიანი), один з найбільш могутніх мегрельських князів, що побудував стіну для відбиття набігів абхазьких племен на територію мегрельського князівства.

Важливі відомості щодо Келасурскої стіни містить робота Арканджело Ламберті, католицького місіонера, який перебував у Мегрелії протягом 18 років (1635–1653 рр.). Католицький місіонер пише, що «з боку моря … вибудували кілька дерев'яних фортець, в яких стоїть варта, озброєна рушницями. Такий же захист вони влаштували також з боку гір: так як в одному місці, яке називається Олуші, гори відкриті і ворог легко може зайти і спустошити землю, то там з дуже великими витратами звели стіну завдовжки в 60000 кроків, і на відомій відстані знаходяться вежі, займані значною вартою стрільців. Щоби їх не було обмаль, олушські єпископи, князі і знатні вельможі розділили між собою чергу…, так що кожен помісячно охороняє це місце своїми людьми». У його ж праці поміщено карту, де над зображенням Келасурської стіни нанесено напис: «Murus Sexaginta millihus Passum, ad coercendos Abaskoru ineursus» — «Стіна в 60000 (подвійних) кроків, для стримування абхазів призначена».
Крім письмових джерел, про будівництво стіни при Левану Дадіані говорить також зіставлення Келасурської стіни та інших оборонних споруд Мегрелії часів Левана Дадіані — фортеці Рухи (груз. რუხი) і фортеці Оцарце (груз. ოცარცე).
Юрій Воронов, радянський історик і археолог, який спеціально вивчав стіну, зазначає, що для останньої відзначені ті ж риси, що характеризують одночасно і Келасурську стіну, а саме:
1. Розмір вежі і товщина стін,
2. Легка заокругленість кутів зовні і зсередини, напівпірамідальна форма вежі,
3. Застосування в облицюванні стін кругляка без дотримання рядів, затирка швів між каменями в облицюванні розчином з частковим покриттям поверхні стін,
4. Наявність в стінах отворів від круглих у перерізі брусів, діаметр яких 7 см,
5. Конструкція дверей; використання в їх оформленні прямокутних в перетині брусів, форма засува,
6. Розміри і оформлення ніш,
7. Бійниці.